# Kensington Park (Floryda)
Kensington Park – jednostka osadnicza w Stanach Zjednoczonych, w stanie Floryda, w hrabstwie Sarasota.